# Евер Банега
Евер Банега (на испански: Éver Banega) е аржентински футболист, полузащитник, който играе за Нюелс Олд Бойс.

## Кариера

### Бока Хуниорс
Банега преминава през младежките формации на Бока Хуниорс преди да бъде извикан в първия отбор на 18-годишна възраст, като непосредствено след това печели признание благодарение на своите стабилни представяния в Примера дивисион. След като полузащитникът Фернандо Гаго е продаден на Реал Мадрид през януари 2007 г., Банега е обявен за негов наследник на поста въпреки крехката си възраст.
Банега прави своя професионален дебют при победата с 4:0 срещу Банфилд на 10 февруари 2007 г. На 1 април, само след няколко мача, той получава овации при смяната си.

### Валенсия
На 5 януари 2008 г. Банега подписва с испанския Валенсия договор за 5,5 години срещу сумата от около 20 милиона евро. Той прави дебюта си при загубата с 0:1 от Атлетико (Мадрид), като влиза резерва на полувремето.
През лятото на 2008 г. е даден под наем на Атлетико (Мадрид) до края на сезона. Прави официалния си дебют като резерва при победата с 3:0 над ПСВ Айндховен в първия групов мач от Шампионската лига. Въпреки това той не успява да си спечели титулярно място в отбора.
След завръщането си от Атлетико Банега е напът да се присъедини към английския Евертън, но това не се случва поради проблеми, свързани с получаването на виза. В резултат на това той остава в тима за кампанията 2009/10. Отбелязва първия си гол на 17 януари 2010 г. при успеха с 4:1 над Виляреал.
Банега изиграва 28 мача през сезон 2010/11, а Валенсия завършва трети и се класира за Шампионската лига. През следващия сезон обаче се задържа повече на резервната скамейка поради нелепа травма на коляното, след като колата му минава през крака му на бензиностанция.
На 31 януари 2014 г. Банега е преотстъпен на родния Нюелс Олд Бойс до лятото.

### Севиля
На 19 август 2014 г. Банега се присъединява към Севиля срещу необявена сума, като аргументира решението си да смени клуба с Унай Емери, негов бивш треньор във Валенсия. Прави официалния си дебют 4 дни по-късно, заменяйки Алейш Видал 20 минути преди края за 1:1 срещу бившия си отбор.
На 27 май 2015 г. Банега е титуляр за Севиля при победата над Днипро във финала на Лига Европа 2014/15 на Националния стадион във Варшава, като е обявен за играч на мача. На 11 август Севиля играе за Суперкупата на УЕФА, а той вкарва най-бързия гол в турнира от пряк свободен удар. Андалусийците обаче губят с 4:5 от Барселона.
Банега продължава да бъде безспорен титуляр и през сезон 2015/16, като играе в 46 мача и вкарва 9 гола. Той играе цял мач във финала на Лига Европа 2015/16, спечелен с 3:1 срещу Ливърпул, а последният му мач за андалусийците е финала на Копа дел Рей на 22 май 2016 г.

### Интер
На 16 май 2016 г. става ясно, че Банега ще подпише с Интер като свободен агент. Договорът влиза в сила на 1 юли. В първото си интервю той заявява: „Много съм развълнуван да играя за клуб като Интер“ и добавя: „Нямам търпение да играя за Интер“. Официално е представен на 12 август и взима номер 19.
Банега прави своя дебют в Серия А на 21 август 2016 г., като започва титуляр и играе 70 минути при загубата срещу Киево. На 11 септември, в мача с новака Пескара, той асистира за първия гол на Мауро Икарди при победата с 2:1 и носи първите три точки през сезона. Банега е част от разширения състав в Лига Европа, и титуляр в първия мач с Апоел (Беер Шева), който завършва с поражение 0:2 като домакин. Той отбелязва първия си гол за „нерадзурите“ на 2 октомври, но отбора губи с 1:2 в дербито с Рома.
През първия полусезон Банега е най-вече титуляр, но също така често остава на пейката, което води до слухове за евентуално напускане през зимата. На 5 март 2017 г. той се завръща сред титулярите за мача с Каляри, като асистира на Иван Перишич и отбелязва гол от пряк свободен удар за успеха с 5:1. Една седмица по-късно той вкарва първия си хеттрик като професионалист при победата със 7:1 над Аталанта и завършва сезона с рекордните реализирани 6 гола.

### Севиля
На 27 юни 2017 г., само 13 месеца след като си тръгва от Рамон Санчес Писхуан, Банега се завръща в Севиля.

## Отличия

### Отборни
Бока Хуниорс
- Копа Либертадорес: 2007

Валенсия
- Купа на краля: 2007/08

Севиля
- Лига Европа (2): 2014/15,[33] 2015/16

### Международни
Аржентина
- Световно първенство по футбол за младежи: 2007
- Летни олимпийски игри: 2008
- Финалист за Копа Америка (2): 2015, 2016

### Индивидуални
- Отбор на сезона в Лига Европа (2): 2014/15, 2015/16[34]